# Jean de Cambourg
 (juin 2024).
Si vous disposez d'ouvrages ou d'articles de référence ou si vous connaissez des sites web de qualité traitant du thème abordé ici, merci de compléter l'article en donnant les références utiles à sa vérifiabilité et en les liant à la section « Notes et références ».
Jean Barthélémy Marie de Cambourg, né le 19 décembre 1908 à Nantes et décédé le 13 février 2000 à Rennes, est un prélat français, évêque auxiliaire de Bourges, puis évêque de Valence.

## Biographie
Jean de Cambourg est le fils d'Antoine de Cambourg et de Jeanne du Laurent. Il suit sa scolarité au collège Saint-Sauveur de Redon. Après avoir rejoint le séminaire pontifical français de Rome, il obtient son doctorat en théologie et est ordonné prêtre le 23 septembre 1933.
Directeur au grand séminaire de Rennes de 1935 à 1945, il est retenu en captivité en Allemagne de 1940 à 1944.
Après la fin de la Seconde Guerre mondiale, il devient aumônier militaire régional entre 1945 et 1947 et prend les fonctions d'adjoint au chef du service central de l’aumônerie militaire catholique à Paris jusqu'en 1952, année où il devient curé de Paramé.
Vicaire général titulaire et archidiacre du diocèse de Dol de 1957 à 1962, il devient évêque auxiliaire de Bourges (1962-1966), puis évêque de Valence (avril 1966-1977).
Il se retire chez les Petites Sœurs des Pauvres, à Rennes.
Il est inhumé le 18 février 2000 dans la cathédrale Saint-Apollinaire de Valence.